# Pułapka brakującego bohatera
Pułapka brakującego bohatera – jeden z rodzajów pułapek społecznych opisanych przez psychologa Johna Platta w jego publikacji z roku 1973. Określił w ten sposób sytuację rozproszenia odpowiedzialności wśród osób biorących udział w jakiejś sytuacji mogącej mieć niekorzystne skutki. Osoby te nie czują się odpowiedzialne, by powiedzieć: ja to zrobię.
Jako przykład autor opisuje sytuację, gdy na drodze znajduje się przeszkoda utrudniająca ruch uliczny lecz omijający przeszkodę nie zatrzymują się, by ją usunąć.